# Формальна освіта
Формальна освіта (англ. Formal education) – освіта, що є інституціональною, свідомо визначеною та спланованою завдяки тому, що впроваджується державними або визнаними приватними закладами освіти, та яка в сукупності складає офіційну систему освіти країни. Відповідно до цього, формальні освітні програми одержують визнання від національних органів освіти або еквівалентних інституцій. 
Формальна освіта здебільшого складається з базової освіти. Професійно-технічна освіта, навчання осіб з особливими потребами та деякі складові освіти для дорослих часто визнаються як частини системи формальної освіти. Кваліфікації, одержані в результаті формальної освіти, за визначенням є визнаними. Інституціональна освіта має місце тоді, коли організація створює структуроване середовище для навчання, зокрема відношення «учень/студент – викладач» та/або інтерактивні види діяльності, спеціально розроблені для освіти та навчання. Формальна освіта зазвичай відбувається в закладах освіти. Цей компонент освіти називають базовою освітою, що визначається як формальна освіта особи перед її першим виходом на ринок праці, тобто тоді, коли освіта проходить, як правило, у формі стаціонарного навчання.
Формальна освіта – освіта, яка здобувається за освітніми програмами відповідно до визначених законодавством рівнів освіти, галузей знань, спеціальностей (професій) і передбачає досягнення здобувачами освіти визначених стандартами освіти результатів навчання відповідного рівня освіти та здобуття кваліфікацій, що визнаються державою.
У контекстi Мiжнародної стандартної класифiкацiї освiти (МСКО) формальна освiта тлумачиться як iнституцiйна, цiлеспрямована, спланована за участю держаних органiзацiй i визнаних державою приватних органiзацiй освiти, що загалом становить систему формальної освiти держави. Формальна освiта зазвичай органiзовується в освiтнiх закладах, створених для отримання очної освiти здобувачами в системi, яка забезпечує неперервнiсть переходу вiд однiєї освiтньої програми до iншої. Це називається попередньою освiтою, що визначається як формальна освiта людей до їх першого виходу на ринок працi, тобто до того часу, поки вони будуть здобувати освiту в очнiй формi. Формальна освiта також охоплює навчання всiх вiкових груп разом зi змiстом програм i квалiфiкацiй, котрi вiдповiдають квалiфiкацiям попередньої освiти. Програми навчання, якi здiйснюються частково без вiдриву вiд виробництва, можуть також розглядатися як формальна освiта, якщо вони ведуть до отримання квалiфiкацiй, що визнаються нацiональними органами освiти, або рiвнозначними органiзацiями. Навчання в межах таких програм часто проводиться на основi спiвпрацi закладiв освiти i працедавцiв (наприклад, стажування).

## Формальна освіта і навчання для дорослих[3]
Головною ланкою в ланцюзi кризових явищ i проблем, з якими людство зiштовхнулося на порозi третього тисячолiття, є криза компетентностi. Проте глобальною загрозою цивiлiзацiї є вiдста вання, нездатнiсть людини адаптуватися до темпiв змiн у навколишньому свiтi. У цьому контекстi традицiйна базова формальна освiта, здобута на початку життя, не встигає за змiна - ми у свiтi, принципово не може забезпечити людину на все життя знаннями, вмiннями, навичками i якостями, потрiбними для ефективного виконання соцiальних ролей. Ухвалена практично всiма передовими країнами, концепцiя неперервної освiти висуває освiту дорослих на визначальнi позицiї з основних напрямiв соцiально-економiчного розвитку сучасного свiту. Ключовими у цiй системi соцiуму виступають компетентностi. Компетентнiсть – це динамiчна комбiнацiя знань, вмiнь i прак - тичних навичок, способiв мислення, професiйних, свiтоглядних i громадських якостей, морально-етичних цiнностей, яка визначає здатнiсть особи успiшно здiйснювати професiйну та подальшу навчальну дiяльнiсть i є результатом навчання на певному рiвнi вищої освiти це здатнiсть застосовувати знання та навички для досягнення запланованих результатiв. Доведену здатнiсть iнодi називають квалiфiкацiєю. Тобто мова йде про те, що знання повиннi перетворюватися у кiнцеву продукцiю – компетентнiсть. Набуття компетентностей є метою всiх освiтнiх програм. Ком - петентностi розвиваються в усiх складових програми та оцiню - ються на рiзних етапах освiтньої програми. Деякi компетентностi є предметним (специфiчними для галузi знань), iншi – загаль - ними (спiльними для будь-якої програми). Як правило, компетентностi розвиваються комплексно та циклiчно протягом усiєї програми. Згiдно з Європейською квалiфiкацiйною рамкою для навчання впродовж життя компетентнiсть означає продемонстровану здатнiсть використовувати знання, вмiння, особистi соцiальнi i/або методологiчнi здатностi у ситуацiях дiяльностi або вивчення у професiйному й особистому розвитку. У контекстi Європейської квалiфiкацiйної рамки компетентнiсть описана пiд кутом зору вiдповiдальностi i самостiйностi. Розглянемо процес компетентнiсного розвитку особистостi. Компетентнiсний розвиток особистостi – цiлiсний неперервний процес формування та удосконалення пiд впливом соцiальних чинникiв (навчання, професiйної дiяльностi тощо) вiдповiдних компетентностей, необхiдних особистостi для повноцiнного життя в суспiльствi, суспiльної та особистiсної самореалiзацiї взагалi й ефективної професiйної дiяльностi зокрема. При цьому компетентнiсний розвиток особистостi вiдбувається не тiльки у процесi навчання та спецiально органiзованих заходiв, спрямованих на професiйний розвиток особистостi, а й у результатi засвоєння досвiду практичної професiйної дiяльностi. Компетентностi лежать в основi квалiфiкацiї випускника. Компетентнiсть (компетентностi) як набутi реалiзацiйнi здатностi особи до ефективної дiяльностi не слiд плутати з компетенцiєю (ком - петенцiями) як наданими особi повноваженнями. Компетентнiсть у навчаннi дорослих – це результат набуття дорослою людиною здатностi, якi дають їй змогу якiсно виконувати трудовi функцiї, успiшно засвоювати знання, взаємодiяти з iншими людьми в рiзних ситуацiях, швидко адаптуватися до змiн у професiйнiй дiяльностi, набувати соцiальної самостiйностi. Компетентнiсть дорослої людини є результатом упровадження компетенцiї у компетентну дiяльнiсть. Поняття «компетентнiсть» мiстить результати навчання дорослої людини не лише у вiдповiдних установах, але i пiд впливом роботи, полiтики, культури, родини, тобто шляхом неформальної та iнформальної освiти. У процесi фахової пiдготовки дорослих при компетентнiсному пiдходi увага акцентується на практичну складову освiти, що передбачає необхiднiсть використання знань при вирiшеннi нестандартних ситуацiй у професiйнiй дiяльностi. З позицiй компетентнiсного пiдходу рiвень освiти дорослої людини має визначатися її здатнiстю розв’язувати проблеми рiзної складностi на основi наявних знань досвiду. При використаннi компетентнiсного пiдходу у дорослої людини повиннi бути сформованi професiйнi компетентностi, якi забезпечують їй можливiсть пiсля закiнчення перiоду навчання зайняти належне мiсце на сучасному ринку працi. Основною iдеєю компетентнiсного пiдходу у навчаннi дорослих є реалiзацiя дiяльнiсного характеру змiсту освiти, в результатi якої той, хто навчається, перетворюється з об’єкта на суб’єкт навчання, розвиває себе як особистiсть. Слiд вiдрiзняти поняття «компетенцiї»/«компетенцiй» вiд «компетент ностi»/ «компетентностей» як набутих реалiзацiйних здатностей особи. Компетенцiя – наданi (наприклад, нормативно-правовим актом) особi (iншому суб’єкту дiяльностi) повноваження, коло її службових й iнших прав та обов’язкiв.